# Augusto Barrios
Augusto Sebastián Barrios Silva (Arica, Chile, 3 de octubre de 1991) es un futbolista profesional chileno. Juega de lateral derecho o volante y actualmente milita en San Marcos de Arica de la Primera B de Chile.

## Estadísticas

### Clubes
| Club                                                                     | Div.             | Temporada        | Liga  | Liga  | Copas(1) | Copas(1) | Torneos internacionales(2) | Torneos internacionales(2) | Total(3) | Total(3) |
| Club                                                                     | Div.             | Temporada        | Part. | Goles | Part.    | Goles    | Part.                      | Goles                      | Part.    | Goles    |
| ------------------------------------------------------------------------ | ---------------- | ---------------- | ----- | ----- | -------- | -------- | -------------------------- | -------------------------- | -------- | -------- |
| San Marcos de Arica · Chile                                              | 2.ª              | 2010             | 2     | 0     | —        | —        | —                          | —                          | 2        | 0        |
| San Marcos de Arica · Chile                                              | 2.ª              | 2011             | 10    | 0     | 1        | 0        | —                          | —                          | 11       | 0        |
| San Marcos de Arica · Chile                                              | 2.ª              | 2012             | 15    | 0     | 4        | 1        | —                          | —                          | 19       | 1        |
| San Marcos de Arica · Chile                                              | 1.ª              | 2013             | 1     | 0     | 3        | 0        | —                          | —                          | 4        | 0        |
| San Marcos de Arica · Chile                                              | 2.ª              | 2013-14          | 17    | 1     | —        | —        | —                          | —                          | 17       | 1        |
| San Marcos de Arica · Chile                                              | 1.ª              | 2014-15          | 26    | 1     | 8        | 0        | —                          | —                          | 34       | 1        |
| San Marcos de Arica · Chile                                              | 1.ª              | 2015-16          | 28    | 1     | 6        | 2        | —                          | —                          | 34       | 3        |
| San Marcos de Arica · Chile                                              | Total club       | Total club       | 99    | 3     | 22       | 3        | 0                          | 0                          | 121      | 6        |
| Deportes Antofagasta · Chile                                             | 1.ª              | 2016-17          | 20    | 2     | 2        | 0        | —                          | —                          | 22       | 2        |
| Deportes Antofagasta · Chile                                             | 1.ª              | 2017             | 15    | 1     | 7        | 0        | —                          | —                          | 22       | 1        |
| Deportes Antofagasta · Chile                                             | 1.ª              | 2018             | 22    | 0     | 1        | 0        | —                          | —                          | 23       | 1        |
| Deportes Antofagasta · Chile                                             | Total club       | Total club       | 57    | 3     | 10       | 0        | 0                          | 0                          | 67       | 3        |
| Universidad de Chile · Chile                                             | 1.ª              | 2019             | 5     | 0     | —        | —        | 1                          | 0                          | 6        | 0        |
| Universidad de Chile · Chile                                             | 1.ª              | 2020             | 12    | 0     | —        | —        | —                          | —                          | 12       | 0        |
| Universidad de Chile · Chile                                             | 1.ª              | 2021             | 11    | 0     | 3        | 0        | 1                          | 0                          | 15       | 0        |
| Universidad de Chile · Chile                                             | Total club       | Total club       | 28    | 0     | 3        | 0        | 2                          | 0                          | 33       | 0        |
| Unión Española · Chile                                                   | 1ª               | 2022             | 3     | 0     | —        | —        | —                          | —                          | 3        | 0        |
| Unión Española · Chile                                                   | Total club       | Total club       | 3     | 0     | 0        | 0        | 0                          | 0                          | 3        | 0        |
| Curicó Unido · Chile                                                     | 1.ª              | 2023             | 0     | 0     | 0        | 0        | —                          | —                          | 0        | 0        |
| Curicó Unido · Chile                                                     | Total club       | Total club       | 0     | 0     | 0        | 0        | 0                          | 0                          | 0        | 0        |
| Total en carrera                                                         | Total en carrera | Total en carrera | 187   | 6     | 35       | 3        | 2                          | 0                          | 224      | 9        |
| (1) Incluye datos de Copa Chile. (2) Incluye datos de Copa Libertadores. |                  |                  |       |       |          |          |                            |                            |          |          |

- Datos: Q20013397
- Multimedia: Augusto Barrios / Q20013397